# Апа Њагра (Горж)
Апа Њагра (рум. Apa Neagră) насеље је у Румунији у округу Горж у општини Падеш. Oпштина се налази на надморској висини од 258 m.

## Становништво
Према подацима из 2002. године у насељу је живело 447 становника, од којих су сви румунске националности.